# Sân vận động Kuala Lumpur
Sân vận động Kuala Lumpur hoặc Sân vận động KLFA (tiếng Mã Lai: Stadium Bola Sepak Kuala Lumpur) là một sân vận động đa năng ở Kuala Lumpur, Malaysia. Sân hiện đang được sử dụng chủ yếu cho các trận đấu bóng đá. Đây là sân nhà của Kuala Lumpur City.

## Lịch sử
Trong quá khứ, sân vận động này được sử dụng làm sân nhà của nhiều đội bóng Malaysia, bao gồm Felda United, PDRM, PLUS, Selangor, UKM FC, và Royal Malaysia Police. Sân vận động này đã bị đóng cửa kể từ tháng 7 năm 2011 do sự miễn cưỡng của Tòa thị chính để sửa chữa sân. Bắt đầu từ năm 2012, sân vận động này đã được sử dụng cho các trận đấu bóng bầu dục. Sân được sử dụng cho trận đấu đầu tiên của Media Prima 6 Regions 2013, giữa Kelab Rakan Muda Malaysia và Câu lạc bộ Cricket Singapore. Từ năm 2013 đến năm 2018, sân vận động đã được cải tạo; sau khi cải tạo, sân vận động có sức chứa 18.000 khán giả.

## Các trận đấu bóng đá quốc tế
| Ngày                 | Giải đấu               | Đội        | Kết quả | Đội         |
| -------------------- | ---------------------- | ---------- | ------- | ----------- |
| 1 tháng 9 năm 2018   | Vòng loại AFF Cup 2018 | Đông Timor | 3–1     | Brunei      |
| 17 tháng 11 năm 2018 | AFF Cup 2018           | Đông Timor | 2–3     | Philippines |
| 4 tháng 11 năm 2019  | Chung kết Cúp AFC 2019 | April 25   | 0–1     | Al-Ahed     |

## Đường đến
Tuyến xe buýt Rapid KL T402 đến ga MRT Taman Midah trên Tuyến Kajang và T400 đến Sri Kota nằm ngay bên ngoài ga LRT Bandar Tun Razak trên Tuyến Sri Petaling.